# Centrobunus braueri
Centrobunus braueri is een hooiwagen uit de familie Podoctidae.